# Africasia
Africasia é um género de ácaros pertencentes à família Athienemanniidae.
As espécies deste género podem ser encontradas em África.
Espécies:
- Africasia acuticoxalis
- Africasia comorosensis Smit & Pešić, 2010
- Africasia mahadensis Cook, 1967
- Africasia navina Cook, 1967
- Africasia pinguipalpis Cook, 1967
- Africasia rotunda Smit, 2017
- Africasia rucira Cook, 1967
- Africasia ruksa Cook, 1967
- Africasia subterranea Cook, 1967
- Africasia vietnamitica